# Maple Grove (Minnesota)
Maple Grove város az USA Minnesota államában, Hennepin megyében. Lakosainak száma 70 253 fő (2020. április 1.).

## Népesség
A település népességének változása:
| Lakosok száma | 1197 | 61 567 | 70 253 |
|               | 1890 | 2010   | 2020   |